# Nikopol Point
Der Nikopol Point (englisch; bulgarisch нос Никопол nos Nikopol) ist eine 650 lange und im antarktischen Sommer unvereiste Landspitze an der Südküste der Byers-Halbinsel im Westen der Livingston-Insel im Archipel der Südlichen Shetlandinseln. Sie ragt am westlichen Ende der South Beaches, 4,57 km östlich des Devils Point, 1,22 km ostsüdöstlich des Sealer Hill und 4,21 km westsüdwestlich des Dometa Point in ostsüdöstlicher Richtung in die Bransfieldstraße hinein.
Britische Wissenschaftler kartierten sie 1968, chilenische 1971, argentinische 1980, spanische 1992 und bulgarische 2005 sowie 2009. Die bulgarische Kommission für Antarktische Geographische Namen benannte sie 2005 nach der Stadt Nikopol im Norden Bulgariens.